# Eulepidotis alabastraria
Eulepidotis alabastraria är en fjärilsart som beskrevs av Jacob Hübner 1823. Eulepidotis alabastraria ingår i släktet Eulepidotis och familjen nattflyn. Inga underarter finns listade i Catalogue of Life.